# 後藤真桜
後藤 真桜（ごとう まお、2003年〈平成15年〉6月6日 - ）は、元グラビアモデル。大分県大分市出身。現在は、大分県で、フリーでモデルとして活動している。また、SNSサポート（動画作成・デザイン・HP作成等）の仕事もしている。仕事依頼はInstagramのDMもしくは、ハイライトの「お問合せ」への投稿とされている。

## 経歴
2020年1月、愛媛を拠点とするG-PRODUCTIONに所属。同年10月、ミスマガジン2020でミスヤングマガジン賞を受賞し、グラビアモデルデビュー。
2021年12月31日、G-PRODUCTIONの芸能部門無期限休止発表に伴い、自身のTwitterで芸能界引退を発表した。
2024年、大分県のタウン情報誌「月刊シティ情報おおいた」の誌面モデル。
2025年、テレビ大分の情報番組「サタデーパレット」の中継リポーター。

## 出演

### 観光PR
- 2020年9月 - 2020年10月11日　愛媛県観光物産協会が主催する、「えひめデジル旅行博2020」の「えひめデジタル旅行ナビゲーター」に就任[6]し、ホームページなどでPR活動した。

### 広告モデル
- 2020年10月　河合塾マナビスの「瓦町フラッグ校」（香川県高松市瓦町）ポスターモデル。

### グラビアモデル
- 2020年10月10日 - 2021年12月31日　「ヤングマガジン」46号でグラビアモデルデビュー。「ミスヤングマガジン」として、「ヤングマガジン」「月刊ヤンマガ」、「ヤンマガWeb」、YouTube「ヤンマガch」「ミスマガTV」で活動した。

### CM
- 2021年3月 「愛工房」のみかんジュース（愛媛県内、関西圏で放送） - 女子学生 役
- 2021年4月 「衣笠建具製作所」CM（大分県で放送） - 娘 役
- 2021年「エスエスボディガード」CM（大分県で放送）
- 2025年「月刊・シティ情報おおいた」CM「「ハナマル篇」（大分県で放送）[7]

### ミスコン
- 2020年10月 「ミスマガジンコンテスト2020」 ミスヤングマガジン賞[8]